# Segelclub Alpsee-Immenstadt
Der Segelclub Alpsee-Immenstadt e. V. (SCAI) wurde am 30. April 1965 gegründet und ist der älteste Segelclub am Großen Alpsee bei Immenstadt.

## Regattatätigkeit

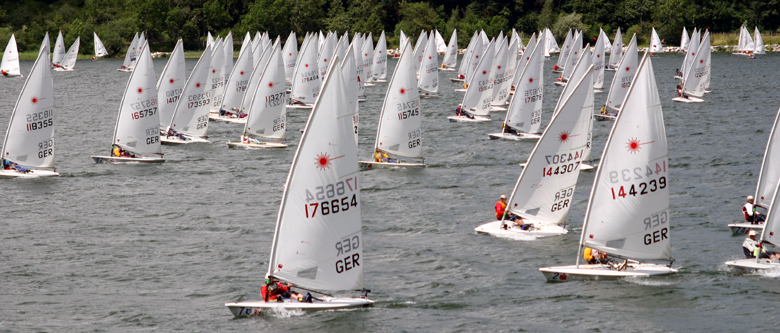
Laser-Regatta beim SCAI

Jährlich richtet der SCAI mehrere national und international besuchte Regatten in seinen Bootsklassen Flying Dutchman (FD), Korsar und Laser aus. Diese Regattaserien sind die „Kuhschellen-Regatta“ und die „7-Schwaben-Regatta“.

### Meisterschaften
Dazu kommen in unregelmäßigen Abständen Meisterschaften. Vergangene Meisterschaften waren unter anderen:
- „Allgäu Outlet-Cup“ – Internationale Deutsche Meisterschaft für Flying Dutchman (2015)
- „Allgäu Outlet-Cup“ – Internationale Deutsche Meisterschaft für Laser Standard & Radial (2009)
- Int. Deutsche Meisterschaft Laser IDMa (2005),
- „Stecher-Sailing-Cup“ – Int. Deutsche Meisterschaft für Korsar und Flying Dutchman (2004)
- World Master Championship für Flying Dutchman (1998)
- Int. Deutsche Meisterschaft Korsar (1997)
- Int. Deutsche Meisterschaft Flying Dutchman (1990)
- Int. Deutsche Meisterschaft Korsar (1987)
- Int. Deutsche Meisterschaft Flying Dutchman (1982)
- Jugend-Europa-Cup Korsar (1981)

### Regattasegler
Durch die aktive Regattatätigkeit zählt der SCAI mehrere international erfolgreiche Segler zu seinen Mitgliedern.
Dazu gehört insbesondere Peter Lang aus Immenstadt, der im Flying Dutchman als Vorschoter des mehrmaligen Weltmeisters und Olympiateilnehmers Albert „Alba“ Batzill aus Schlier unter anderem die Europa-Bronzemedaille 1988, den Weltmeistertitel 1989, die Weltmeister-Bronzemedaille 1990 und 1991 erneut die Europa-Bronzemedaille ersegelte.
Batzill und Lang erreichten den fünften Platz bei den Olympischen Spielen 1992. Lang wie auch Batzill sind Ehrenmitglieder des Vereins.
Weiterer Leistungssegler des Vereins ist Philipp Buhl, der im Laser Standard (heute: ILCA 7) 2016, 2020 und 2024 an den Olympischen Spielen teilnahm. Im Jahr 2020 wurde er als erster Deutscher Weltmeister in dieser Klasse.
Der SCAI stellt unter anderem in den Bootsklassen:
- Flying Dutchman: Olympiateilnehmer (Lang: 1988, 1992), Weltmeister (Lang: 1989), Weltmeister der FD-Masters (1995, 1996, 1998, 1999, 2000, 2005), Int. Deutscher Meister (1982, 1986, 1990), Int. Deutscher Meister (1999, 2001, 2002, 2003, 2007, Helmut Löther / Michael Klawitter),[4] Int. Schweizer Meister (1994, 1995), Int. Österreichischer Meister (1999 Löther/Klawitter), Int. Italienischer Meister (2007, Löther/Klawitter), Int. Italienischer Vizemeister (2001), Int. Spanischer Meister (1997).
- Laser Standard: Europameister (2012, Philipp Buhl), Weltcup-Gold in Kiel und Hyeres/Cote d’Azur (2012, Philipp Buhl), Weltcup-Silber in Kiel (2011, Philipp Buhl) Europacup-Silber in Torbole/Gardasee (2012, Philipp Buhl), Junioreneuropameister U19 & U21 (2007, Philipp Buhl), 3. der Juniorenweltmeisterschaft (2007, Philipp Buhl), Vizejuniorenmeister (2008, Philipp Buhl), Europa-Cup-Meister (2008, Philipp Buhl), Vizemeister Laser-Europa Cup & Youth Grandprix U19 (2007, Philipp Buhl), Int. Deutscher Meister (2010, 2007, Philipp Buhl),[5] Int. Deutscher Jugendmeister U19 (2006, Philipp Buhl)
- Laser Radial: Int. Deutscher Jugendmeister U17 (2005, Philipp Buhl), Int. Deutscher Vizejugendmeister U19 (2005, Philipp Buhl)
- Korsar: Europameister (1986, 1991), Vizeeuropameister (1987), Europa-Cup-Jugendmeister (2001: Martin Stoll/Alexander Krissmayer),[6] Int. Deutsche Vizemeister Korsar (1976, 1987, 2024), Int. Deutscher Vizejugendmeister (1973), Int. Schweizer Meister (1984; 2006: Guido Barth/Heidrun Barth), Int. Schweizer Vizemeister (1987), Int. Österreichische Vizemeister Korsar (1985, 1986), Int. Österreichische Vizemeister Korsar (2000, 2003: Mona Zink/Herbert Zink[7])
- Asso99: Europameister (1992, 1994: Stefan Wallenreiter)
- Drachen: Deutscher Vizemeister (2000, Stefan Wallenreiter)